# シグナ・ホールディングス
シグナ・ホールディングスは、オーストリアの不動産業、小売業者。2023年現在、オーストリアの裁判所に破産手続きの開始を申請している。

## 概要
1999年、オーストリアの実業家であるルネ・ベンコが創業した企業。欧州に数多くの高級不動産を有するほか、ドイツの老舗ガレリア百貨店やオーストリア、スイスなどの大型プロジェクトに出資。2019年にはアメリカ合衆国の不動産業者とジョイントでニューヨークのクライスラー・ビルディングを買収した。ドイツ国内では、ハンブルグ市内に完成すればドイツで3番目に高い高層ビルとなるエルブタワーの建設を進めた。
2022年6月、アメリカが大幅な金利引き上げに踏み切ると、追随する形で各国の金利が上昇。シグナ・ホールディングスの有する物件の評価額低下と資金不足を引き起こした。ルネ・ベンコは資金調達を目指したが、支援者の多くは事業を拡大し続けて複雑化した資金の流れに二の足を踏んだため難航。2023年11月29日、オーストリアの裁判所に自主再建型の破産手続きの申請に至った。破産申請によりスイス、オーストリアやドイツでも複数の金融機関や保険会社で焦げ付きが生じる見込み。